# Rothrist
Rothrist is een gemeente en plaats in het Zwitserse kanton Aargau en maakt deel uit van het district Zofingen.
Rothrist telt 8.264 inwoners.

## Geboren
- Diogo Costa (1999), voetballer